# Evelyn Stolze
Evelyn Stolze (Érfurt, República Democrática Alemana, 8 de enero de 1954) es una nadadora retirada especializada en pruebas de estilo mariposa y estilo combinado. Fue campeona de Europa de 400 metros estilos durante el Campeonato Europeo de Natación de 1970.

Representó a la República Democrática Alemana en los Juegos Olímpicos de Múnich 1972.

## Palmarés internacional
| Campeonato Europeo de Natación | Campeonato Europeo de Natación | Campeonato Europeo de Natación | Campeonato Europeo de Natación |
| Año                            | Lugar                          | Medalla                        | Prueba                         |
| ------------------------------ | ------------------------------ | ------------------------------ | ------------------------------ |
| 1970                           | Barcelona ( España)            | Medalla de oro                 | 400 m estilos                  |
| 1970                           | Barcelona ( España)            | Medalla de plata               | 200 m estilos                  |
| 1970                           | Barcelona ( España)            | Medalla de bronce              | 200 m mariposa                 |